# (4183) Cuno
(4183) Cuno ist ein Asteroid vom Apollo-Typ.
(4183) Cuno wurde am 5. Juni 1959 von Cuno Hoffmeister entdeckt und ist auch nach seinem Entdecker benannt.